# Charles Roscoe Savage
Charles Roscoe Savage, souvent C. R. Savage, né le 16 août 1832 et mort le 4 février 1909, est un pionnier de la photographie dans l'Ouest américain. Il est principalement connu et reconnu pour la qualité de ses portraits, paysages et prises de vues de grands travaux comme la construction de barrages et de voies-ferrées dans l'Ouest sauvage. Il est à l'époque déjà estimé par ses pairs et compte parmi ses amis de grands photographes, comme Carleton Watkins, Andrew Joseph Russell, Timothy O'Sullivan, ou encore William Henry Jackson.

## Famille et jeunesse
Charles, né le 16 août 1832 à Southampton en Angleterre, est le fils d'Ann Rogers et du jardinier John Savage. Grâce à l'aide financière d'une amie de ses parents, il est admis à St. Mary's National School. Des problèmes de discipline lui font abandonner l'école après seulement neuf mois et il commence à travailler très jeune. À l'âge de seize ans, il assiste à une conférence de l'Église de Jésus-Christ des saints des derniers jours (LDS Church), se convertit et est baptisé dans la foi mormone, contre l'avis de sa famille, le 25 mai 1848.
Grâce aux amis qu'il s'est fait au sein de la LDS Church, il obtient un emploi dans la librairie-papeterie de William Eddington, un citoyen en vue de Southampton, récemment convertit au mormonisme et président de la branche locale de l'Église. Eddington prend sous son aile le jeune Charles, quasi illettré, et commence son éducation. Cependant, en 1852, Eddington vend son magasin et part vers l'Utah rejoindre la « terre promise » des mormons.
Savage de son côté est élevé à la prêtrise et chargé, par la LDS Church, de partir en mission à Genève en Suisse. Là, dès 1853, il apprend le français et commence son travail d'évangélisation. Comme chez lui, les mormons ne sont pas les bienvenus, alors qu'il prêche à Zurich, il est arrêté et maintenu en détention durant trois jours. Lorsqu'il rentre en Angleterre, il parle couramment français, a de bonnes notions d'allemand et est devenu un très bon orateur.
C'est alors qu'il rencontre celle qui va devenir son épouse, Annie Adkins, mais avant que leur projet de mariage puisse être réalisé, il est envoyé aux États-Unis par la LDS Church. Il doit servir d'interprète à un groupe de mormons italiens, dont beaucoup parlent français, et faciliter leur arrivée là-bas. Savage fournit à Annie les moyens de le rejoindre là-bas et embarque, le 10 décembre 1855, sur le John J. Boyd à destination de New York.

## L'Amérique
Après un voyage dans des conditions épouvantables et au cours duquel de nombreux émigrants sont morts, le navire arrive à destination le 27 février 1856. Cette année là, l'hiver est rude à New York, la neige jonche les rues et le froid est mordant. Le président de la LDS Church, qui vit alors dans cette ville a obtenu que les immigrants mormons soient engagés pour les opérations de déneigement. Ce qui leur permet de gagner un peu d'argent pour nourrir et chauffer leur famille. Lorsque le printemps arrive, le groupe d'Italiens qu'accompagne Savage part pour le long périple qui doit les mener en Utah. Lui, cependant demeure à New York et travaille pour le journal The Mormon, fondé par l'Église.

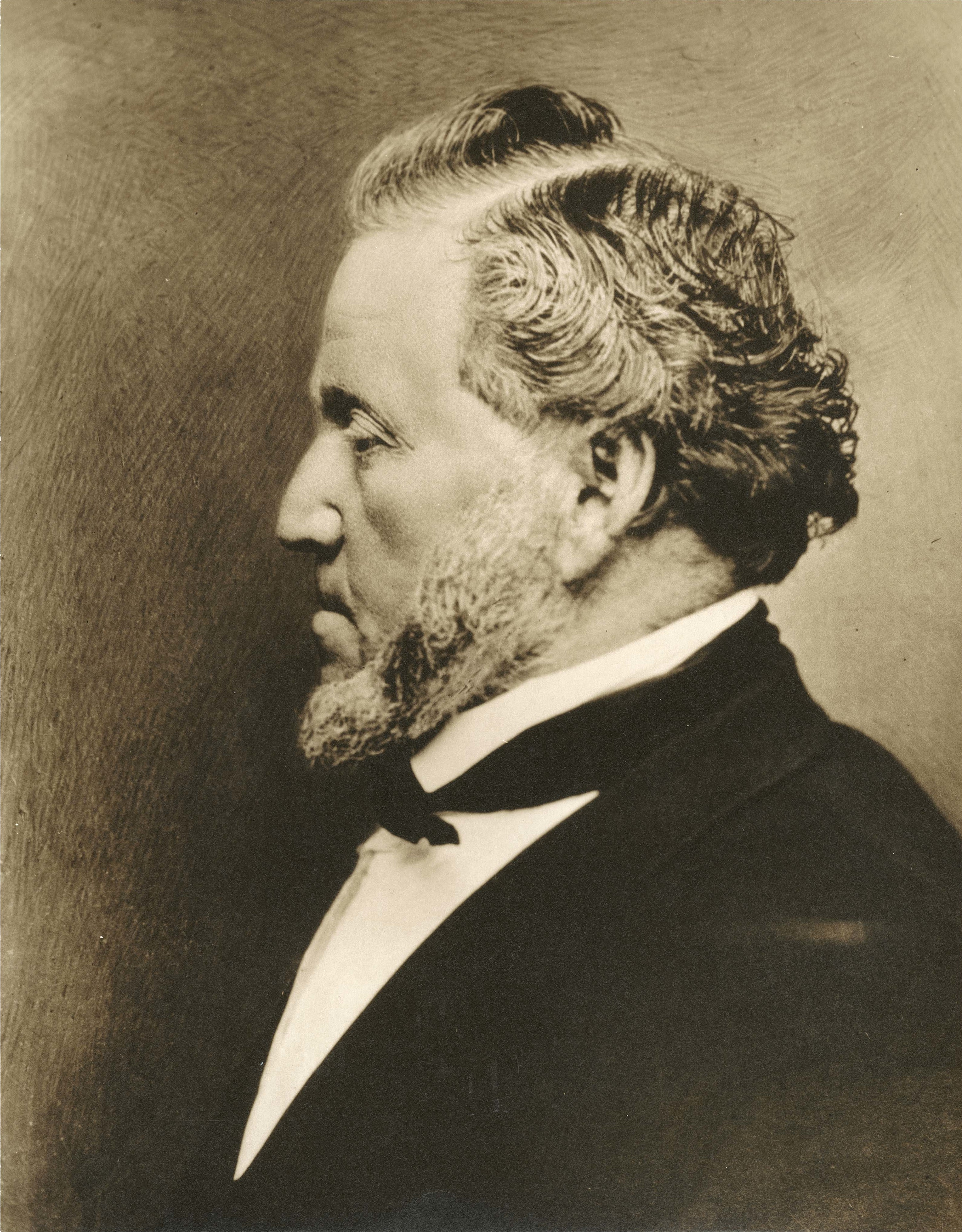
Portrait de Brigham Young, vers 1860

Annie Adkins le rejoint et ils se marient le 24 juin 1856 à Brooklyn. Le jeune couple s'installe dans le quartier de Williamsburg. Savage travaille chez l'imprimeur Samuel Booth et Annie confectionne des chapeaux de paille. Un an après leur mariage Annie met au monde leur premier enfant, Charles Stenhouse, qui meurt du choléra, cinq mois plus tard. Leur second enfant, Roscoe Eddington, naît le 19 juin 1858.
Dès son arrivée à New York, Savage s'est intéressé à la photographie. Son ami T. B. H. Stenhouse avait dans ses bagages un appareil de photo stéréoscopique. Tous deux s'initient à la photographie d'abord en autodidactes puis prennent des cours chez un photographe professionnel. En 1859, Savage est envoyé en mission à Florence dans le Nebraska (aujourd'hui un quartier d'Omaha), par George Quayle Cannon, l'un des dirigeants de la LDS Church. Il emporte avec lui son matériel photographique et les produits nécessaires au développement. Son travail terminé à Florence, il demande à sa femme accompagnée de leur fils de le rejoindre à Council Bluffs dans l'Iowa. C'est alors un point de passage de nombreux convois de pionniers en partance pour l'Ouest. C'est en ce lieu qu'il ouvre son premier studio photographique, dans une simple tente. Les pionniers mormons en partance pour l'Utah, bien que pauvres, sont désireux d'obtenir un portrait de leur famille avant d'entreprendre leur long et périlleux voyage vers l'Utah et les affaires de Savage marchent plutôt bien.

### Salt Lake City

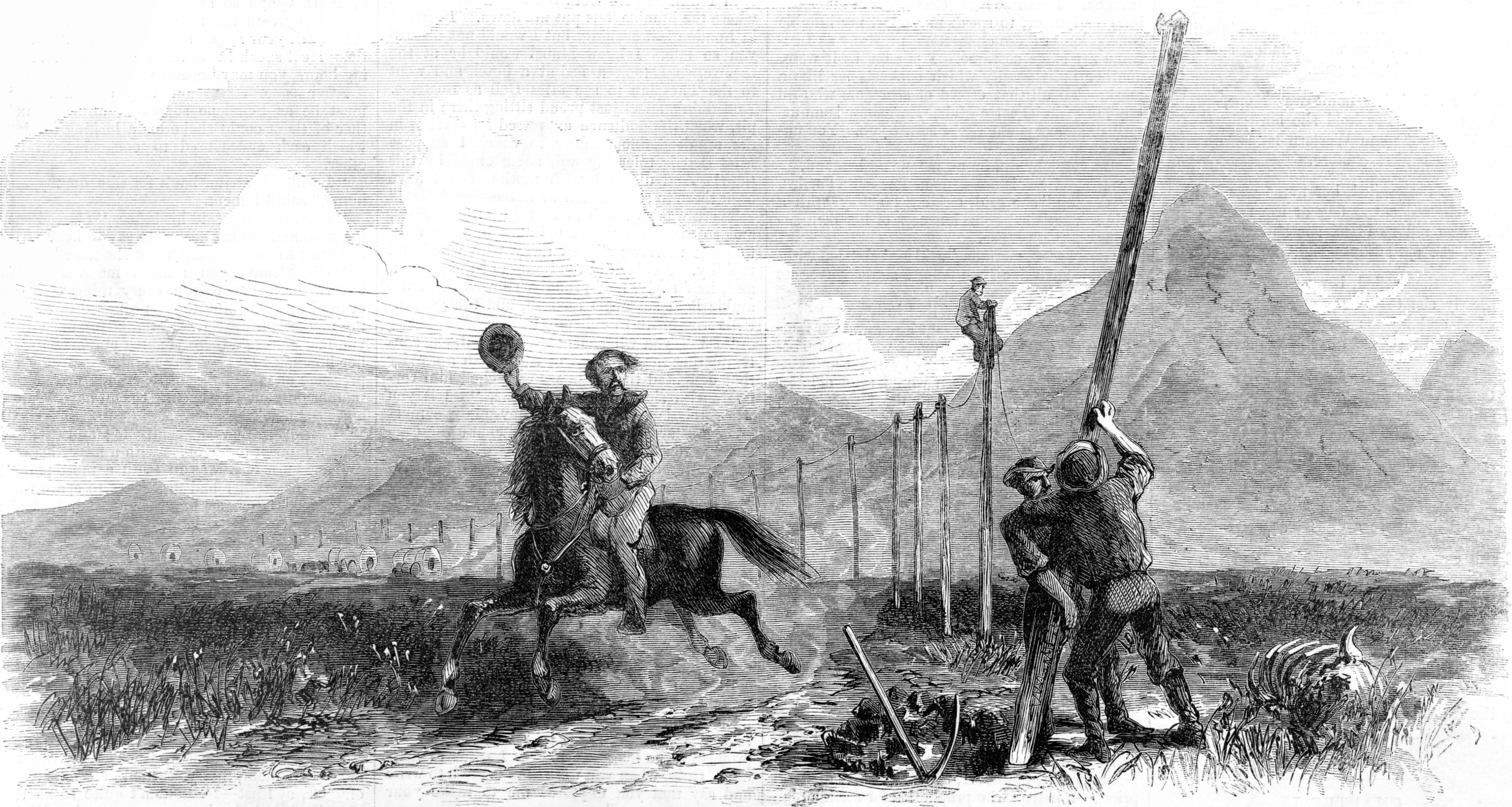
The overland pony express, reproduction d'une toile d'Ottinger dans Harper's Weekly (1867).

En 1860, la famille a mis de côté suffisamment d'argent pour acheter un charriot, les vivres et le matériel nécessaire pour leur long voyage. Ils partent avec un convoi le 7 juin et arrivent à Salt Lake City le 28 août. Là il retrouve son ami et mentor William Eddington chez qui la famille Savage s'installe pour un temps. Il s'associe avec l'un des premiers photographes de Salt Lake city, Marsena Cannon et leur studio assure un revenu aux deux familles. Ils proposent à leurs clients des ambrotypes, des mélainotypes et des tirages sur papier, tissus et cuir. Leur association est dissoute en octobre 1861, lorsque Cannon quitte Salt Lake City. À cette époque, Savage a gagné de quoi construire une maison de cinq pièces, en adobe, pour sa famille. En 1862, il s'associe avec un jeune peintre George Martin Ottinger. Ce dernier né à Philadelphie est récemment arrivé à Salt Lake City avec sa mère. Tous deux se sont convertis quelques années plus tôt à la foi des mormons. Savage connait la mère d'Ottinger qui leur a suggéré de travailler ensemble. Le jeune peintre a déjà travaillé à la colorisation de photographies dans le Kentucky et les deux artistes, qui n'ont qu'une année de différence, se complètent parfaitement. Savage photographie, Ottinger retouche ou colorie les épreuves et réalise des portraits, surtout des miniatures pour leurs clients. La firme Savage & Ottinger s'installe dans un bâtiment de deux étages que les associés ont fait construire à proximité des locaux du Deseret News. Savage devient citoyen Américain en 1864.

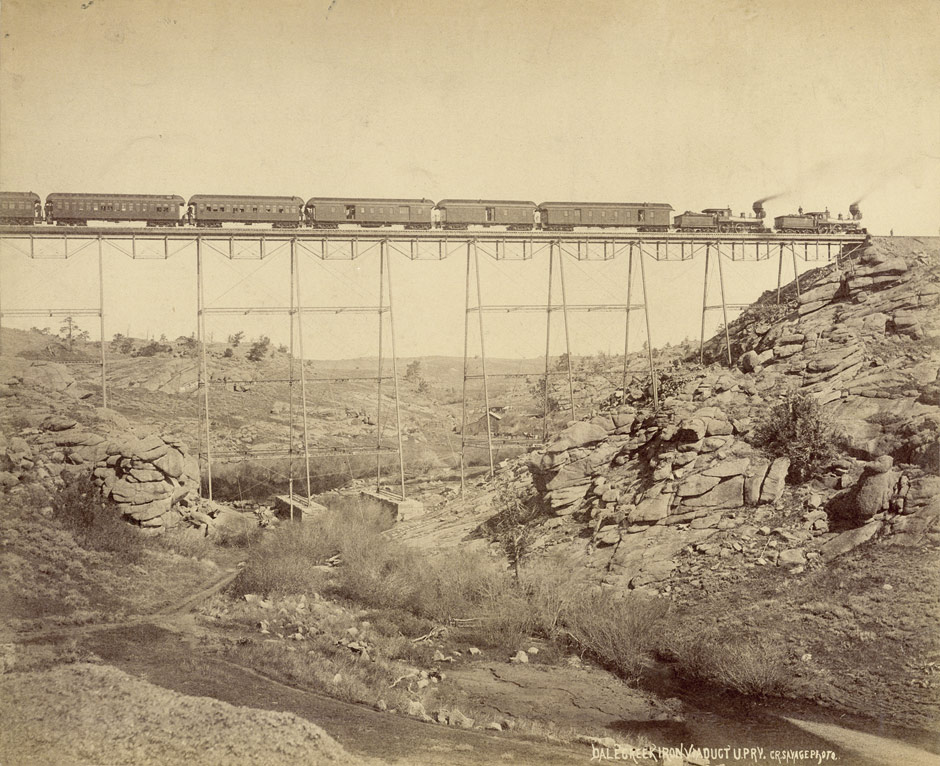
Dale Creek Iron Viaduct, Promontory, Utah, 1869, par Charles Roscoe Savage.

En 1866, Savage entreprend une visite des plus grandes compagnies photographiques des États-Unis, un circuit de près de quinze mille kilomètres, avec un passage en bateau de San Francisco à Panama, traversée de l’isthme puis embarquement sur un autre navire vers  New York. Pendant son voyage, il acquiert de nouveaux équipements, comme un chariot équipé en laboratoire photographique à Philadelphie. Il propose également les services de Savage & Ottinger à divers journaux. Tout au long de son voyage de retour vers l'Utah, il prend de nombreux clichés, de Nebraska City à Salt Lake City, en passant par Fort Laramie. Fixant sur ses clichés des merveilles de la nature comme Chimney Rock.
De retour chez lui, en août 1866, Savage a le plaisir de constater que ses visites aux journaux ont porté leurs fruits. Le magazine new yorkais Harper's Weekly passe dès lors régulièrement des commandes à Savage & Ottinger, en commençant le 18 août 1866 par une double page de gravures des deux associés. En septembre 1867, le Philadelphia Photographer d'Edward Wilson publie un article sur le périple de Savage à travers les États-Unis, intitulé A Photographic Tour of Nearly 9000 Miles. Dès 1867, Ottinger n'est plus vraiment actif au sein de leur association, mais la raison sociale demeure jusqu'au début des années 1870. En 1868, Savage réalise de nombreux clichés des paysages de l'Utah, de l'Idaho et du Montana. Pendant ce voyage, il rencontre Andrew Joseph Russell, le photographe officiel de l'Union Pacific Railroad avec qui il se lie d'amitié. Tous deux réalisent des clichés des travaux de la première ligne de chemin de fer transcontinentale. Savage, dont la renommée nationale est alors établie, est officiellement invité par la compagnie le 10 mai 1869 pour participer à la célébration  de la jonction est-ouest à Promontory Summit. Il envoie les photographies de l'évènement à Harper's Weekly qui les publie. Pendant les années suivantes, Savage parcourt et photographie l'Utah, le Wyoming, le Nevada, la Californie, parfois seul, parfois accompagné de ses amis Andrew Joseph Russell et Timothy O'Sullivan. Pour ses déplacements, il utilise fréquemment les nouveaux chemins de fer et documente leurs parcours. Les compagnies lui offrent très souvent des billets, étant ravies de voir ses photographies publiées par la presse nationale. 

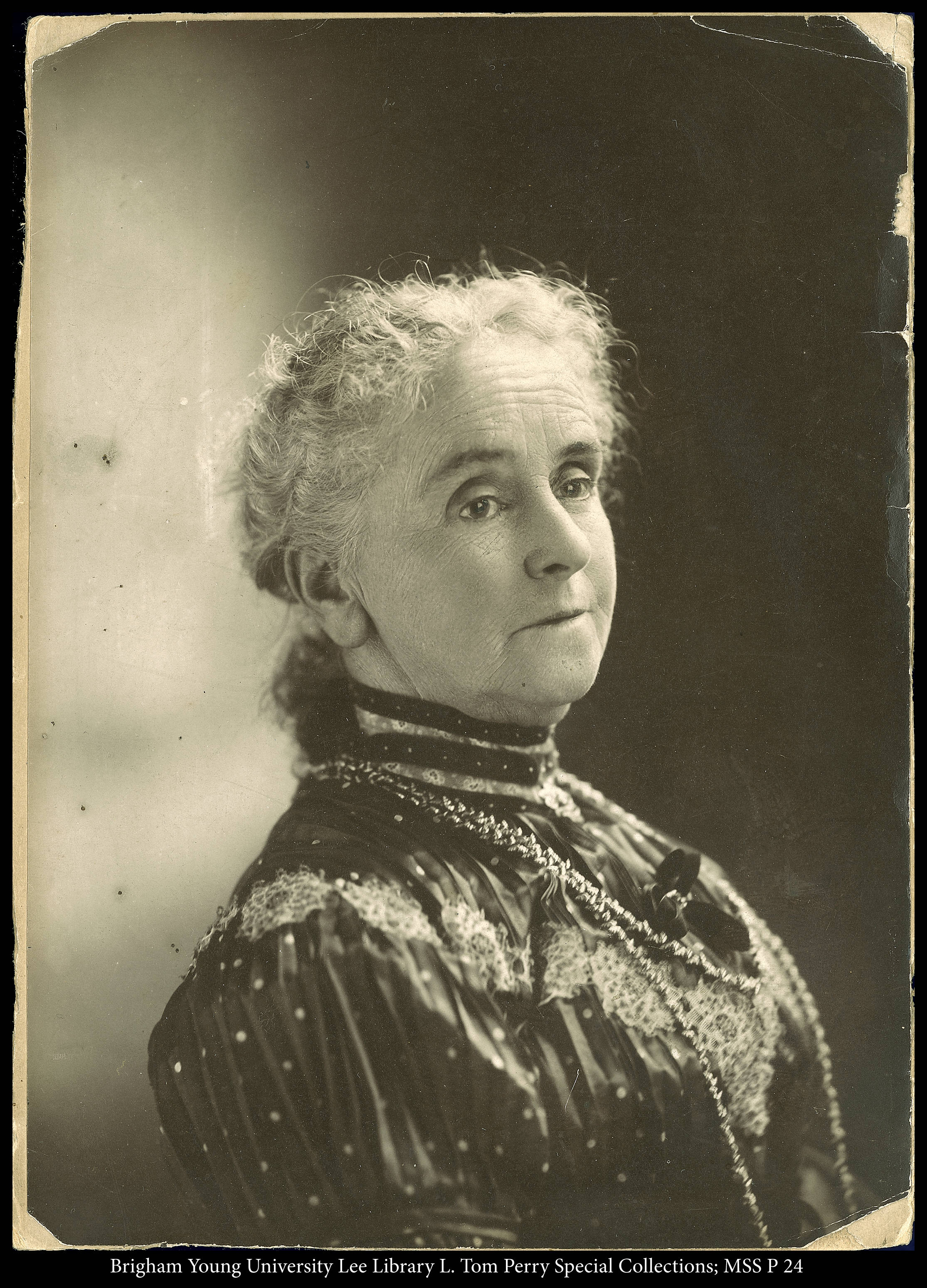
Portrait de Annie Adkins, par son mari C. R. Savage vers 1874.

Savage s'implique également dans la vie de Salt Lake City et de l'Utah. En 1874, par exemple, il propose l'idée du « Old Folk's Day »  une journée dédiée aux personnes âgées de soixante-dix ans et plus à qui l'on offre voyages en train, spectacles et autres réjouissances. La première a lieu en 1875 et la tradition ne prend fin qu'en 1970. Selon la pratique mormone de la polygamie au XIXe siècle, Savage prend une seconde épouse, Marie Emma Fowler, en octobre 1876, puis une troisième, Ellen Fenn, cousine de sa première épouse Annie, en 1878.
Avec son fils Roscoe, il visite et photographie, en 1879, l'Arizona, la Snake River et la vallée de Yosemite. Ensuite, avec son ami et ex associé Ottinger, il part visiter l'Angleterre et rencontrer diverses communautés mormones. Le 26 juin 1883, un magasin situé proche de la galerie de Savage explose, le feu se propage et détruit le bâtiment, les appareils et les quelque douze-mille négatifs de sa collection. Il ne se décourage pas et reconstruit, grâce à l'aide de ses amis et de son assurance. Il repart en expédition afin de prendre à nouveau les clichés des paysages disparus dans l'incendie. Pendant ce voyage, son ami John Todd de Sacramento, lui enseigne l'utilisation des dry plates, un système de négatif sur plaques sensibles sèches, développé par Richard Leach Maddox. Savage visite de grandes villes comme Chicago, San Francisco, Philadelphie ou New York. En 1893, ces photographies sont exposées à la World's Columbian Exposition de Chicago, où il obtient un diplôme et une médaille. La même année, sa première femme, Annie, meurt. Il donne la direction conjointe de sa galerie, l'Art Bazar, à ses fils George et Ralph, se contentant de superviser son fonctionnement. Son entreprise est devenue l'agent de la Eastman Kodak Company pour l'Utah, l'Idaho, le Wyoming et le Montana. Le 15 octobre 1895, il se marie une fois de plus, avec Annie Smith Clowes. Même s'il ne pratique plus la photographie, il continue à voyager, en train surtout, et ses récits sont repris régulièrement par les journaux locaux. Charles Roscoe Savage meurt chez lui, peu après minuit, le 3 février 1909, d'une défaillance cardiaque.